# Eva Lenneis
Eva Lenneis ist eine österreichische Prähistorikerin und seit 2001 an der Universität Wien externe Dozentin für Urgeschichte. Ihr Forschungsschwerpunkt liegt auf dem Neolithikum in Mittel- und Südosteuropa.

## Leben

### Studium und archäologische Feldforschung
Lenneis studierte von 1969 bis 1975 an der Universität Wien Ur- und Frühgeschichte als Hauptfach und Kunstgeschichte als Nebenfach. Im Zuge ihres Studiums nahm sie erstmals an archäologischen Ausgrabungen teil, unter anderem 1972 in Hienheim in Bayern und 1973 in Bylany in Böhmen. 1974 nahm sie an einer Rettungsgrabung der linearbandkeramischen Siedlung in der Flur „In den Leinerinnen“ in Mödling teil. Von November 1975 bis April 1976 war sie in der Abteilung für Bodendenkmale des Bundesdenkmalamts tätig. Danach war sie vom 1. Mai 1976 bis 31. Oktober 1977 wissenschaftliche Assistentin bei dem Prähistoriker Richard Pittioni.
Ab November 1977 arbeitete Lenneis als freischaffende Archäologin. Als solche wurde sie vor allem in Niederösterreich aktiv. Mit Unterstützung der Kulturabteilung des Amts der NÖ Landesregierung führte sie von 1975 bis 1979 Untersuchungen der stichbandkeramischen Grabenanlage von Frauenhofen durch. 1979 folgte eine Testgrabung im dortigen Ried Milchtaschen. Hierbei wurden Objekte der Notenkopfkeramik gefunden. Von 1980 bis 1981 führte sie für das Niederösterreichische Landesmuseum eine Rettungsgrabung einer Siedlung der Lengyel-Kultur in Pottenbrunn durch. 1984 und 1985 führte sie zusammen mit Jens Lüning Ausgrabungen an der altbandkeramischen Siedlung im burgenländischen Neckenmarkt durch. 1986 folgte zusammen mit Lüning eine Ausgrabung der altbandkeramischen Siedlung von Strögen. Von 1988 bis 1994 führte Lenneis im Auftrag der Kulturabteilung des Amtes der NÖ Landesregierung Untersuchungen der linearbandkeramischen Siedlung von Rosenburg im Kamptal durch. Danach führte sie von 1995 bis 2007 im Auftrag der Abteilung Kultur und Wissenschaft des Amtes der NÖ Landesregierung Untersuchung der linearbandkeramischen Siedlung von Mold durch.

### Akademische Lehrtätigkeit und Forschungsprojekte
Neben ihrer archäologischen Ausgrabungstätigkeit war Lenneis von 1996 bis 2000 Lehrbeauftragte am Institut für Ur- und Frühgeschichte (heute: Institut für Urgeschichte und Historische Archäologie) der Universität Wien. Im Juni 2001 erhielt sie die Lehrbefugnis für Urgeschichte an der Universität Wien und lehrt seit 2002 als externe Dozentin am Institut.
Des Weiteren wirkte sie im Laufe ihrer archäologischen Karriere an verschiedenen Projekten mit. Von 1981 bis 2000 beteiligte sie sich am von Jens Lüning geleiteten, internationalen Forschungsprojekt „Ausgrabungen zum Beginn des Neolithikums in Mitteleuropa“ und grub unter anderem in der ältestbandkeramischen Siedlung von Neckenmarkt. Von 1993 bis 1995 hatte sie die Leitung des Forschungsprojektes „Naturwissenschaftliche Untersuchungen zur frühen Jungsteinzeit“ des Fonds zur Förderung der wissenschaftlichen Forschung inne. Von 1998 bis 1999 leitete sie das Forschungsprojekt „Forschungen zur Entwicklung und Siedlungsstruktur der Kultur der älteren Linearbandkeramik (etwa 5600 - 5200 v. chr.) in Österreich“ des Jubiläumsfonds der Oesterreichischen Nationalbank. 2001 leitete sie das Forschungsprojektes „Absolute Datierung der Siedlungsentwicklung im Frühneolithikum Österreichs“ des Jubiläumsfonds der Oesterreichischen Nationalbank. Von 2006 bis 2008 leitete sie das Forschungsprojekt „Frühbäuerliches Leben vor 7000 Jahren: eine Rekonstruktion“ des Fonds zur Förderung der wissenschaftlichen Forschung. Von 2008 bis 2010 nahm sie am internationalen Forschungsprojekt „The First Farmers of Central Europe: Diversity in LBK Lifeways“ unter der Leitung von Alasdair Whittle teil.
Am 9. Dezember 2014 wurde Lenneis zum korrespondierenden Mitglied des Deutschen Archäologischen Instituts ernannt.

## Veröffentlichungen (Auswahl)
- Eva Lenneis: Siedlungsfunde aus Poigen und Frauenhofen bei Horn – ein Beitrag zur Erforschung der Linear- und Stichbandkeramik in Niederösterreich. 1977 (= Prähistorische Forschungen. Band 8).
- Eva Lenneis, Christine Neugebauer-Maresch, Elisabeth Ruttkay: Jungsteinzeit im Osten Österreichs. Verlag Niederösterreichisches Pressehaus, 1995.
- Eva Lenneis: Die altbandkeramischen Siedlungen von Neckenmarkt und Strögen / Das Fundgut. Studien zu Struktur und Entwicklung frühneolithischer Siedlungen im östlichen Mitteleuropa. Habilitationsschrift, Wien 2000.
- Eva Lenneis, Jens Lüning: Die altbandkeramischen Siedlungen von Neckenmarkt und Strögen (= Universitätsforschungen zur Prähistorischen Archäologie. Band 82), Habelt, Bonn 2001.
- Eva Lenneis: Rosenburg im Kamptal, Niederösterreich – ein Sonderplatz der älteren Linearbandkeramik (= Universitätsforschungen zur Prähistorischen Archäologie. Band 164). Habelt, Bonn 2009.
- Eva Lenneis (Hrsg.): Die bandkeramische Siedlung von Mold bei Horn in Niederösterreich. Teil 1 – Naturwissenschaftliche Beiträge und Einzelanalysen (= Internationale Archäologie. Band 115). Leidorf, Rahden in Westfalen 2010.
- Christine Neugebauer-Maresch, Eva Lenneis: Das bandkeramische Gräberfeld von Kleinhadersdorf (= Mitteilungen der Prähistorischen Kommission der Österreichischen Akademie der Wissenschaften. Band 82). 2015.